# Kati Wolf
Pour les articles homonymes, voir Wolf.
Kati Wolf est une chanteuse hongroise, née le 24 septembre 1974 à Szentendre en Hongrie. 
Elle a représenté la Hongrie au Concours Eurovision de la chanson 2011 à Düsseldorf en Allemagne, se classant 22e avec la chanson What About My Dreams ?.

## Biographie
Kati a passé son enfance à Szentendre. En 1981, elle se fait connaitre en chantant la chanson de Vuk dans le dessin animé Vuk.

## Discographie
Albums
- Wolf-áramlat (2009)
- Az első X - 10 dal az élő showból (2011)
- Vár a holnap (2011)

## Récompenses
- Prix spécial Eurovision de la radio locale de Dortmund (2011)
- Prix Viva Comet Hongrie de la meilleure interprète féminine (2011)
- Prix artistique Gundel catégorie « devenue star » (Sztár lett) (2011)